# Half-Life 2: Deathmatch
Half-Life 2: Deathmatch is een multiplayer first-person shooter computerspel ontwikkeld door Valve Corporation. Het spel werd uitgebracht op Steam op 30 november 2004 en is zeer gelijkaardig aan Half-Life 2. De levels in het spel zijn uniek en speciaal gemaakt voor multiplayer en er zijn enkele nieuwe wapens beschikbaar. Omdat de Source engine gebruikt werd verschenen er al snel heel wat mods. Net zoals de multiplayer component van Half-Life maakt dit spel geen deel uit van het verhaal.

## Gameplay

### Deathmatch
In deathmatch moet de speler andere spelers doden om punten te scoren. Als de speler zichzelf per ongeluk doodt verliest hij punten. Als de speler door een andere speler wordt gedood, respawnt hij met 100% levenspunten en de standaard wapens maar verliest hij de wapens en munitie die hij heeft verzameld.

### Team Deathmatch
In Team Deathmatch worden de spelers in twee teams verdeeld, de rebellen en de Combine. Deze modus heeft dezelfde regels als Deathmatch met een paar uitzonderingen: 
- Het team met de hoogste score wint de ronde in plaats van slechts één speler.
- De spelers kunnen hun eigen teamleden doodschieten, maar als dat gebeurt, wordt er een punt afgetrokken.